# Martin Drölling
Martin Drölling   (Oberhergheim, 19 de setembre de 1752 - París, 16 d'abril de 1817) també conegut com Drolling the Elder. va ser un pintor francès. Va ser el pare de Michel Martin Drolling i de Louise-Adéone Drölling, una de les poques dones pintores que varen tenir èxit a l'època.

## Biografia
Martin Drolling, va néixer el 1752 a Oberhergheim, prop de Colmar. Va rebre les seves primeres lliçons d'art d'un pintor obscur de Schlestadt, després va anar a París i va ingressar a l'École des Beaux-Arts el 4 de juny de 1779. Obté un contracte amb un comerciant que li ofereix 30 cèntims per quadre. Quan va completar la seva formació artística cap al 1780, es va casar amb Madeleine Welker, que va morir poc després. Es va tornar a casar el 4 de maig de 1785 amb Louise Elisabeth Belot, filla d'un comerciant de colors per a pintors, amb qui va tenir tres fills. El més gran, Michel Martin Drölling, va néixer l'any 1789 i també era pintor. El segon, Marius, va néixer el 27 de febrer de 1794. La seva filla petita, Louise-Adéone Drölling, coneguda com "Madame Joubert", va néixer el 1797 i també es va convertir en pintora. Va guanyar una celebritat momentània amb el seu "Interior of a Kitchen", pintat el 1815, que va ser exposat al Saló de 1817 i actualment està exposat al Louvre. Normalment pintava interiors i temes familiars d'interès general. Les seves obres van ser populars durant la seva vida, i moltes van ser gravades i litografiades. Va morir a París el 1817. El Louvre té quadres una "Dona a una finestra" i un "Violinista" de Drolling.

## Galeria

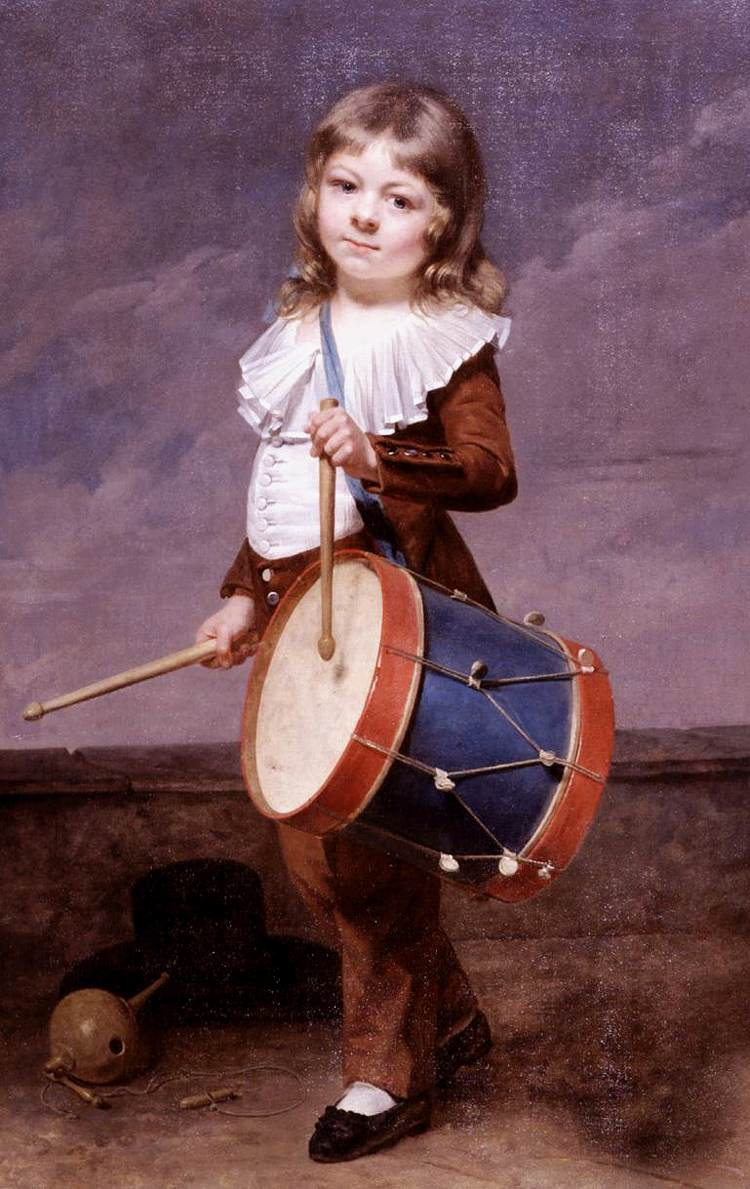
Retrat del seu fill Michel Martin Drolling com a nen bateria
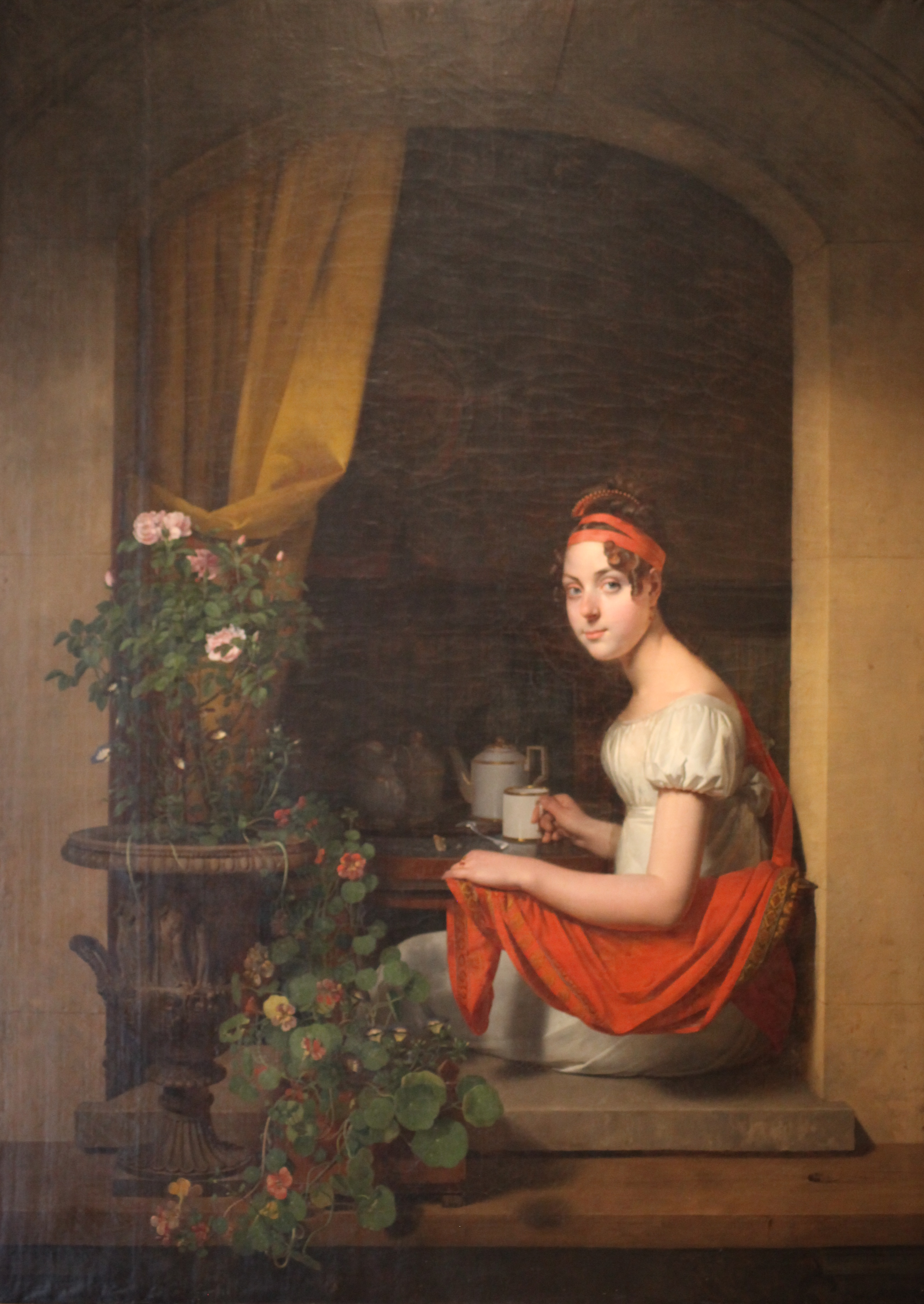
Portrait of Adéone
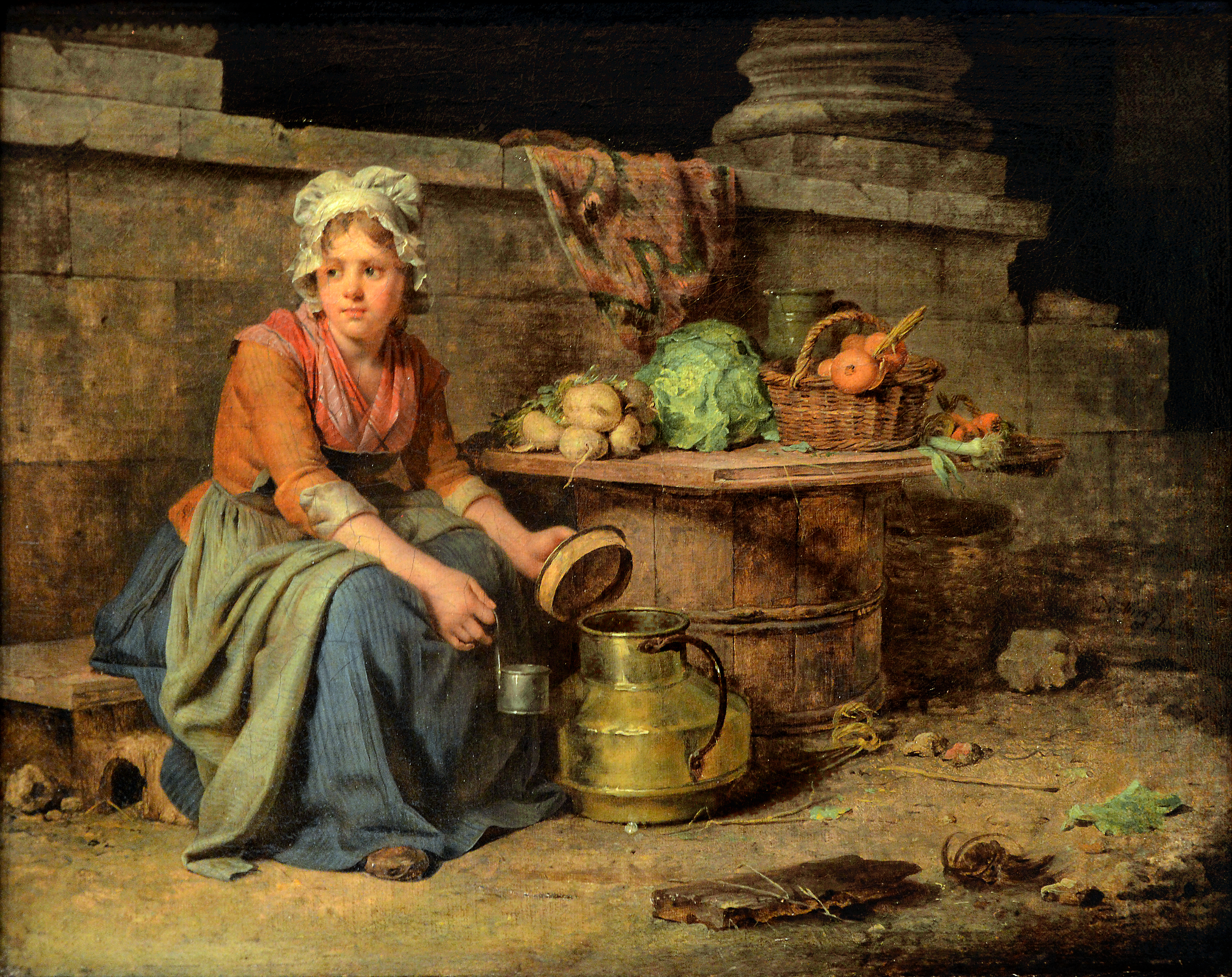
The little milk-girl
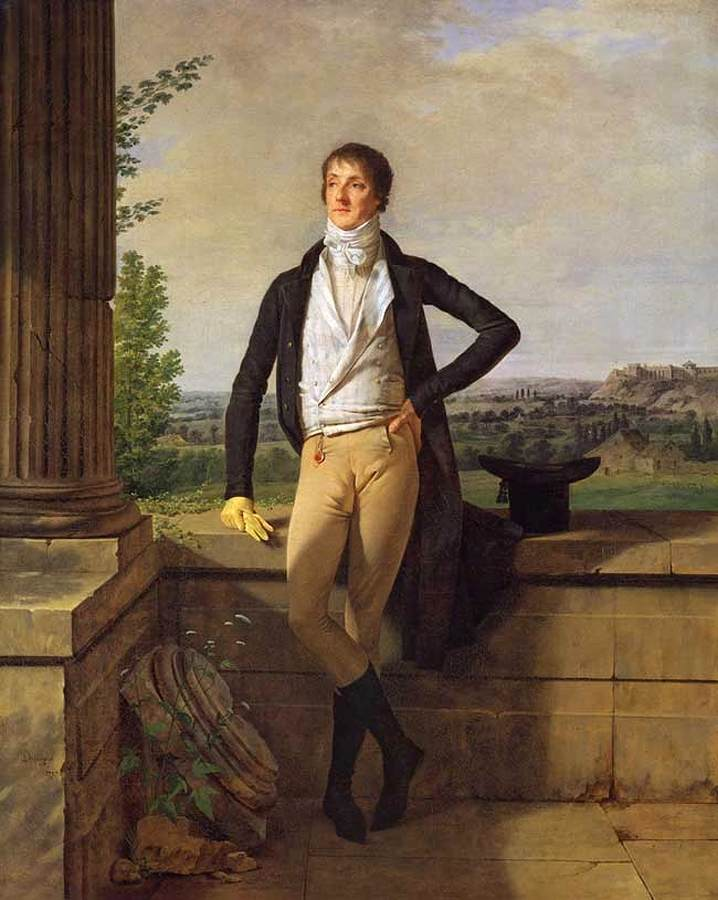
Barthélémy Charles, Comte de Dreux-Nancré
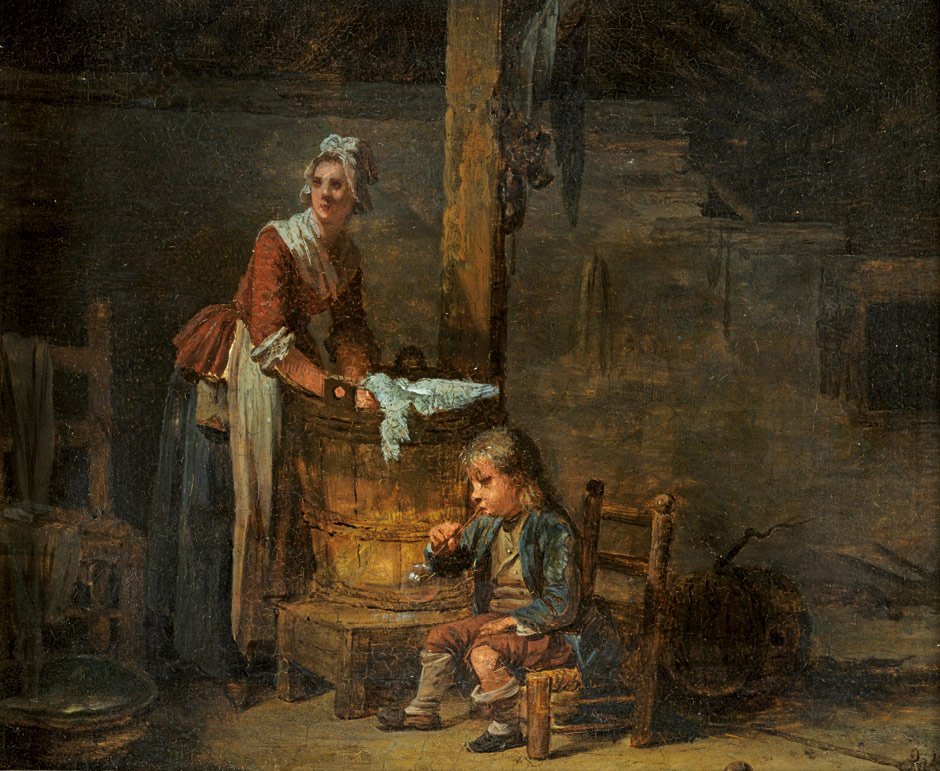
Laundry
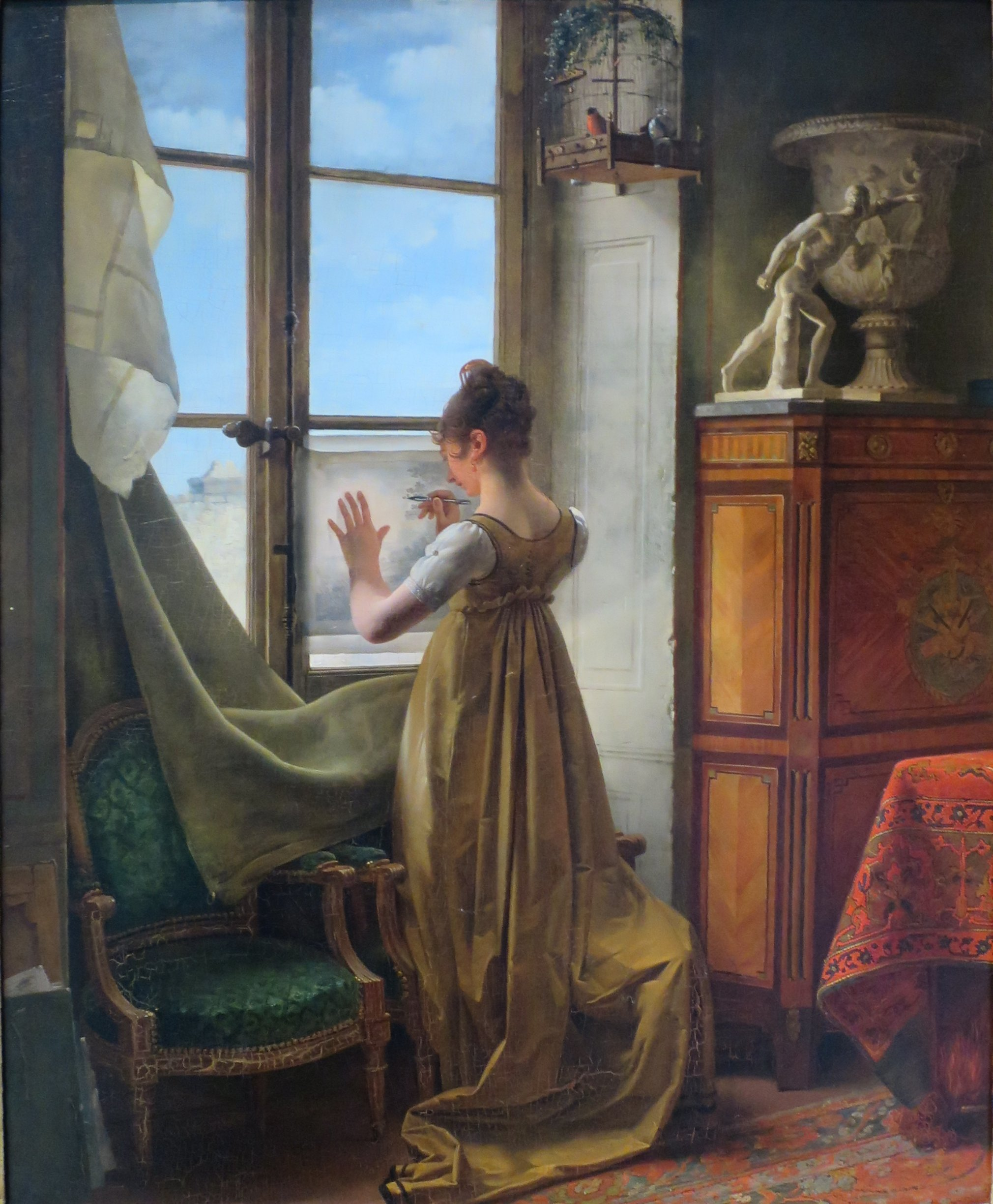
A Girl Copying a Drawing

Museu Pusixkin, Moscou